# Ilmar Kullam
Ilmar Kullam (* 15. Juni 1922 in Tartu, Estland; † 2. November 2011 ebenda) war ein sowjetischer Basketballspieler und -trainer estnischer Herkunft.

## Sportliche Leistung
1938 begann Kullam seine sportliche Karriere. 1947, 1951 und 1953 war er mit der Basketballnationalmannschaft der UdSSR Europameister. 1949 gewann er die sowjetische Meisterschaft. Vier Mal war er estnischer Meister im Basketball, davon drei Mal als Trainer. Ilmar Kullam gewann bei den Olympischen Sommerspielen 1952 in Helsinki mit der sowjetischen Basketballmannschaft die Silbermedaille. Von 1960 bis 1975 arbeitete Kullam beim Sportverein Tartu Kalev. 1999 erhielt er den Estnischen Sportpreis für sein Lebenswerk.

## Privates
Ilmar Kullams Frau Valentina war unter ihrem Geburtsnamen Nasarenko sowjetische Basketballnationalspielerin. Die gemeinsame Tochter Oksana, ebenfalls Basketballspielerin, ist die Ehefrau des Speerwerfers Heino Puuste.